# Spongillida
Spongillida (лат.) — отряд солоноватоводных и пресноводных губок из класса обыкновенных губок (Demospongiae). Известны как современные, так и ископаемые представители отряда.

## Семейства
По состоянию на август 2023 года признаны следующие 2 семейства:
- Metschnikowiidae Czerniavsky, 1880
- Spongillidae Gray, 1867